# Liste der Bodendenkmale in Querfurt
In der Liste der Bodendenkmale in Querfurt sind alle Bodendenkmale der Stadt Querfurt und ihrer Ortsteile aufgelistet. Grundlage ist die Veröffentlichung der Landesdenkmalliste mit Stand vom 25. Februar 2016.  Die Baudenkmale sind in der Liste der Kulturdenkmale in Querfurt aufgeführt.
| Denkmal-ID | Fundart             | Ortsteil       | Bezeichnung                                                 | Zeitstellung | Lage | Bemerkungen | Bild |
| ---------- | ------------------- | -------------- | ----------------------------------------------------------- | ------------ | --- | --- | ---- |
| 428300300  | Grabmal > Grabhügel | Lodersleben    | Grabhügel                                                   | Neolithikum  | 1,2 km östlich vom Ort (Lage)                                                                               | an Hangkante gelegen, sehr gut erhalten |      |
| 428300299  | Grabmal > Grabhügel | Lodersleben    | Grabhügel                                                   | undatiert    | 1,2 km östlich vom Ort (Lage)                                                                               | visuell nicht eindeutig zu lokalisieren |      |
| 428300302  | Grabmal > Grabhügel | Niederschmon   | Grabhügel „Höhe 239“                                        | Neolithikum  | 1,5 km südöstlich vom Ort (Lage)                                                                            | großer Grabhügel, dicht bewachsen angegraben/gekesselt, mögliche Grabkammer offensichtlich zerstört |      |
| 428300700  | Grabmal > Grabhügel | Querfurt       | großer Hügel auf Eichstädter Höhe                           | undatiert    | zwischen Kleineichstädt und Oberschmon (Lage)                                                               | Im weiteren und im nahen Umfeld kein Grabhügel erkennbar, flach gepflügt? |      |
| 428300304  | Befestigung > Burg  | Querfurt       | Talrandburg „Schloss“                                       | Mittelalter  | südlicher Ortsrand (Lage)                                                                                   | Wallanlage karolingisch, überbaut als mittelalterliche Burg und Festung 15. Jh., Residenz 17./18. Jh. |      |
| 428300682  | Befestigung         | Querfurt       | Befestigung und Grabhügel „Klaraburg“                       | undatiert    | (Lage) | vermutlich wurde die ehemalige Burgstelle zugeschoben |      |
| 428300689  | Grabmal > Grabhügel | Querfurt       | Grabhügel „Poppenhöhe“                                      | undatiert    | östlich der B252, auf der „Poppenhöhe“ (Lage)                                                               | mit Kastanie bestanden, dicht angepflügt, durch Beackerung stark gestört, Resthöhe ca. 0,2 – 0,3 m |      |
| 428300687  | Befestigung > Wall  | Querfurt       | halbkreisförmiger Wall „Bock“ Ronneberge                    | undatiert    | nördlich vom Ort zwischen Klein Wangen und Zingst (Lage)                                                    | langgezogener flacher Wall, Bedeutung unklar |      |
| 428300308  | Befestigung > Burg  | Spielberg      | Spornburg „Alte Burg“                                       | Mittelalter  | 0,2 km östlich vom Ort (Lage)                                                                               | Spornburg durch deutlich erkennbaren Wall im Ackerbereich nach Ost hin abgegrenzt, Wall durch Überpflügen verbreitert und verflacht, systematische Zerstörung keine baulichen Reste mehr vorhanden.                                               |      |
| 428300312  | Grabmal > Grabhügel | Vitzenburg     | Hügelgräberfeld „Ebigt-Eiche“, 19 Grabhügel                 | Neolithikum  | 2,0 km südwestlich vom Ort (Lage)                                                                           | Einige hügelartige Erhebungen sind eher zweifelhaft als Grabhügel anzusprechen. |      |
| 428300311  | Grabmal > Grabhügel | Vitzenburg     | Hügelgräberfeld „Der Bock“, 45 Grabhügel                    | Neolithikum  | 2,2 km südwestlich vom Ort 40 Grabhügel, östlich davon 5 einzelne Grabhügel (Lage)                          | |      |
| 428300313  | Grabmal > Grabhügel | Vitzenburg     | zwei Grabhügel bzw. drei Grabhügel                          | Neolithikum  | 3,0 km westlich vom Ort (Lage)                                                                              | großer, gut sichtbarer Grabhügel am Wegrand in leichter Spornlage, im Randbereich mehrfach, in nahezu regelmäßigen Abständen angegraben – zentral große Angrabung, im Umfeld des Grabhügels weitere zahlreiche kleinere bis mittelgroße Grabhügel |      |
| 428300253  | Befestigung > Burg  | Vitzenburg     | Spornburg („Burgstall Wangen“)                              | Mittelalter  | 1,7 km nordwestlich vom Ort, über der Steinklöbe (Lage)                                                     | Ringwall im W, N, und Osten der Anlage, zwei N-S verlaufende Abschnittswälle |      |
| 428300873  | Befestigung > Wall  | Vitzenburg     | Abschnittswall, Mittelberg                                  | undatiert    | Mittelberg, ca. 250 m östlich der Ringwallanlage (Lage)                                                     | Abschnittswall durch Bewuchs im Gelände nur schwer zu erkennen, durch Ost-West verlaufenden Weg gestört, flacher Graben östlich vorgelagert |      |
| 428300874  | Befestigung > Wall  | Vitzenburg     | Befestigung, Abschnittswall                                 | Mittelalter  | Mittelberg, am östlichen Ende des Bergsporns (Lage)                                                         | Wall und Graben grenzen den schmalen Bergsporn vom übrigen Höhenrücken (Beginn des Mittelberges) ab. |      |
| 428300876  | Grabmal > Grabhügel | Ziegelroda     | Hügelgräbergruppe, 7–10 Grabhügel                           | undatiert    | Ziegelrodaer Forst, am Nordwest-Fuß des Mittelberges, östlich des „Langen Gestells“ ()                      | seit 1989 unter Schutz gestellt; diverse Grabhügel, meist gestört |      |
| 428300314  | Befestigung > Burg  | Ziegelroda     | Spornburg „Schlößchen“                                      | Mittelalter  | 2,0 km südöstlich vom Ort (Lage)                                                                            | Ein flacher, umlaufender Wall/Graben kennzeichnet das Areal lückenhaft, keine Bebauung etc. erhalten. |      |
| 428300707  | Grabmal > Grabhügel | Ziegelroda     | Grabhügel                                                   | Neolithikum  | östlich von Ziegelroda am Hermannseck, nahe dem Zeltplatz (Lage)                                            | flacher aber gut erkennbarer Grabhügel, ungestört |      |
| 428300875  | Grabmal > Grabhügel | Ziegelroda     | Hügelgräberfeld                                             | Neolithikum  | Ziegelrodaer Forst am „Langen Gestell“ (Lage)                                                               | seit 1989 unter Schutz gestellt, 157 Grabhügel kettenförmig aufgereiht |      |
| 428300872  | Befestigung > Wall  | Ziegelroda     | Ringwallanlage „Mittelberg“; Fundplatz der „Himmelsscheibe“ | undatiert    | 2 km nordöstlich von Nebra, Ortsteil Kleinwangen auf dem Mittelberg (Lage)                                  | Zur Befestigungsanlage gehören neben der Ringwallanlage im zentralen Bereich des Mittelbergs auch zwei vorgelagerte Abschnittswälle im Westen. |      |
| 428300871  | Befestigung > Burg  | Ziegelroda     | Befestigung, Burghügel, Wasserburg                          | undatiert    | ca. 450 Meter nordöstlich der Spornburg „Lautersburg“ (Lage)                                                | Sehr kleine, gut erhaltene Burganlage im Bogen eines mäandrierenden Baches (Querne). |      |
| 428300315  | Befestigung > Burg  | Ziegelroda     | Spornburg „Lautersburg“                                     | Mittelalter  | 3,5 km nordöstlich vom Ort (Lage)                                                                           | Sporn durch Graben und Wall abgetrennt, westlich vorgelagertes Areal ebenfalls mit flachen Wällen/Gräben separiert – mögliche Vorburg |      |
| 428300877  | Befestigung > Wall  | Ziegelroda-Süd | Wallanlage                                                  | undatiert    | Ziegelrodaer Forst, ca. 650 m nordöstlich der Spornburg „Schlößchen“ in Richtung „Eichstädter Wüste“ (Lage) | Die Wall-Graben-Struktur ist sehr flach und lediglich im Osten-Südosten noch relativ deutlich zu erkennen. Ein tief eingeschnittener Hohlweg führt von Süden in die Anlage                                                                        |      |